# 書麻呂
書 麻呂（ふみ の まろ）または倭漢文 麻呂（やまとのあや の ふみ の　まろ）は、飛鳥時代の貴族。姓は直。冠位は大乙上（小山下とも）。遣唐判官。

## 経歴
『日本書紀』に拠れば、孝徳天皇の大化元年9月（645年）に、古人大兄皇子は蘇我田口川堀・物部朴井椎子・吉備笠垂・倭漢文直麻呂・朴市秦田来津らと共に謀叛を企てた。ところが、吉備笠垂の密告により、この企みは露呈し、古人皇子は9月12日以降、あるいは11月30日に朝廷の兵により攻められ、皇子は息子ともども討ち取られて、妃や側室は自殺した。
このような事件の首謀者の一員であったにもかかわらず、白雉5年2月（654年）に遣唐押使を高向史玄理、大使河辺臣麻呂、副使薬師恵日を中心とする遣唐使一行の中に、「判官」として大乙上（「或本」では小山下）の「書直麻呂」の名前がある。翌斉明天皇元年8月（655年）に河辺臣麻呂らが大唐より還るとあり、書麻呂もこのとき帰還したものと思われる。以降の動向は不明。
書麻呂のこの経歴を含め、上記に挙げられた古人大兄皇子の陰謀に加担したとされる4人は、誰も罰せられておらず、川堀を除いた3人はむしろ改新政府で活躍している。この事から、この陰謀は古人大兄皇子と蘇我氏を排斥することを目的としていたことがわかる。

## 参考資料
- 『日本書紀』(四)、岩波文庫、1995年
- 『日本書紀』全現代語訳(下)、講談社学術文庫、宇治谷孟：訳、1988年
- 『日本の歴史2　古代国家の成立』、直木孝次郎：著、中央公論社、1965年